# 単体
単体（たんたい、simple substance）とは、単一の元素からできている純物質のことである。
水素 (H2)、酸素 (O2) などの等核二原子分子や、ナトリウム (Na)、金 (Au) などの純金属が含まれる。
これに対して、水 (H2O) など2種類以上の元素からできている純物質は化合物という。
酸素 (O2) とオゾン (O3)、あるいは赤リンと白リンのように、同じ元素からできた単体であっても、異なる性質を示す場合がある。
このような単体同士の関係を同素体という。
また、その同素体を混ぜ合わせたもの（たとえばダイヤモンドとグラファイトを混ぜ合わせたもの）は、単一の炭素原子からできているが、密度・融点・沸点などの物理的性質が一定にさだまらないので純物質ではなく（したがって単体でもなく）、2種類の単体（炭素の同素体）の混合物である。